# Asynarchus lapponicus
Asynarchus lapponicus är en nattsländeart som först beskrevs av Zetterstedt 1840.  Asynarchus lapponicus ingår i släktet Asynarchus och familjen husmasknattsländor. Arten är reproducerande i Sverige. Inga underarter finns listade i Catalogue of Life.